# Pionierbrigade 20
Die Pionierbrigade 20 (PiBrig 20) war eine der Pionierbrigaden des Heeres der Bundeswehr. Der Stabssitz war Minden. Die Pionierbrigade unterstand dem Wehrbereichskommando II / 1. Panzerdivision.

## Geschichte

### Aufstellung
Nach Ende des Ost-West Konflikts wurde die Struktur der Pioniertruppe zur Einnahme der Heeresstruktur V bzw. V (N) geändert. Ein Großteil der Pioniertruppe des Feld- und Territorialheeres war bisher in Pionierkommandos gegliedert. Die deutschen Korps führten als Korpstruppen je ein Pionierkommando. Analog führten die Territorialkommandos ebenfalls entweder ein direkt unterstelltes Pionierkommando bzw. im Falle des Territorialkommandos Schleswig-Holstein ein Pionierregiment vergleichbarer Größe. Auf Ebene der meisten Divisionen waren Pionierbataillone als Teil der Divisionstruppen ausgeplant; im Territorialheer führte analog jedes Wehrbereichskommando ein Pionierregiment.
In der neuen Struktur wurde die Masse der oben aufgezählten Truppenteile der Pioniere des Feld- und Territorialheers – soweit diese nicht außer Dienst gestellt wurden – in neu aufgestellten Pionierbrigaden zusammengefasst. Die Pionierbrigaden wurden jeweils einem Stab eines Wehrbereichskommandos/Division unterstellt. Diese fusionierten Großverbände neuen Typs vereinten Truppenteile und Aufgaben des bisherigen Feld- und Territorialheeres. Erst im Verteidigungsfall wären die Verbände voraussichtlich wieder getrennt worden. Ähnliches galt für die Pionierbrigaden.
Die Pionierbrigade 20 wurde am 1. Oktober 1993 in der Herzog-von-Braunschweig-Kaserne in Minden aufgestellt und dem etwa zeitgleich fusionierten Wehrbereichskommando II / 1. Panzerdivision unterstellt. Zur Aufstellung wurden Teile des Pionierkommandos 1 mit Sitz des Stabes ebenfalls in Minden herangezogen.

### Auflösung
Etwa zeitgleich mit der Auftrennung des Wehrbereichskommandos II / 1. Panzerdivision, wurde die Pionierbrigade 20 am 31. März 2002 außer Dienst gestellt. Teile der Pionierbrigade 20 wurden zur Aufstellung der Pionierbrigade 100 mit Stab in Minden verwendet.

## Kommandeure
- Ulrich Keppler (1993–1995)

## Verbandsabzeichen

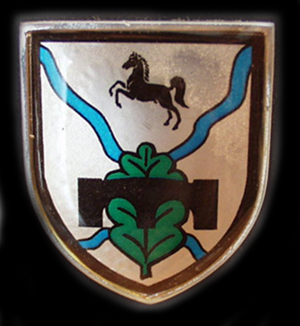
Internes Verbandsabzeichen des Stabes/Stabskompanie

Die Pionierbrigade führte anders als die meisten anderen Brigaden des Heeres kein eigenes Verbandsabzeichen. Die Soldaten trugen daher das Verbandsabzeichen des übergeordneten Wehrbereichskommandos bzw. der übergeordneten Division.
Als „Abzeichen“ wurde daher unpräzise manchmal das interne Verbandsabzeichen des Stabes und der Stabskompanie „pars pro toto“ für die gesamte Pionierbrigade genutzt. Es zeigte das Westfalenpferd und das stilisierte Wasserstraßenkreuz Minden. Die in der schwarzen Waffenfarbe der Pioniertruppe gehaltene stilisierte Brücke wird ebenso wie das Eichenlaub so ähnlich im Barettabzeichen der Pioniertruppe gezeigt. Die Brücke taucht ähnlich in den anderen internen Verbandsabzeichen der Stäbe und der Stabskompanien der übrigen Pionierbrigaden auf. Das Design des internen Verbandsabzeichens wurde nur leicht verändert für das interne Verbandsabzeichen des Stabes/Stabskompanie der Pionierbrigade 100 übernommen. Auch die Gestaltung des internen Verbandsabzeichens des Stabes des Pionierkommandos 1 war fast identisch.